# Tre mỡ
Tre mỡ, hay còn gọi là tre vàng, tre trổ, tre bụng phật, trúc phật bụng to (danh pháp hai phần: Bambusa vulgaris) là một loài thuộc tông Tre, họ Cỏ (Poaceae). Đây là loài bản địa của bán đảo Đông Dương và tỉnh Vân Nam ở miền nam Trung Quốc, nhưng đã được đem trồng và đã tự nhiên hóa tại nhiều nơi. Tre mỡ là một trong những loài tre lớn nhất và dễ nhận biết nhất.

## Mô tả

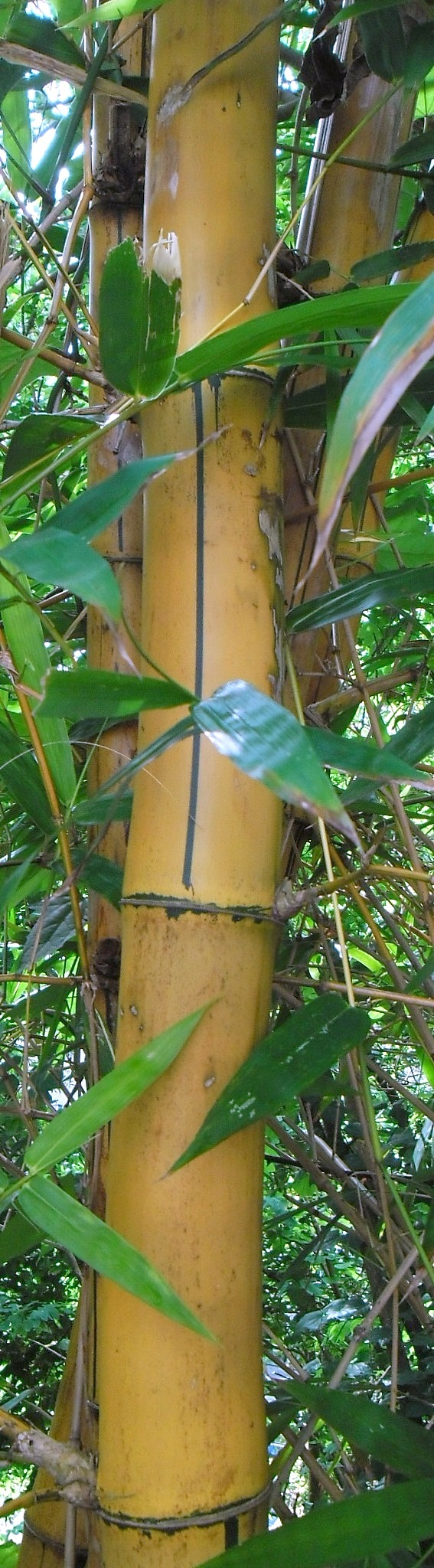

Bambusa vulgaris mọc thành bụi và không có gai. Nó có thân màu vàng cam với sọc xanh lục và lá màu lục sậm. Thân cây thường không thẳng, không dễ gãy, khó uốn cong, dày, và khá cứng. Chúng có thể phát triển chiều cao từ 10–20 m (30–70 ft) và thân dày từ 4–10 cm (2–4 in). Đốt tre hơi phồng. Nhánh con dài 20–45 cm (7,9–17,7 in), mọc ra từ đốt tre. Lá cây phủ một lớp "lông".

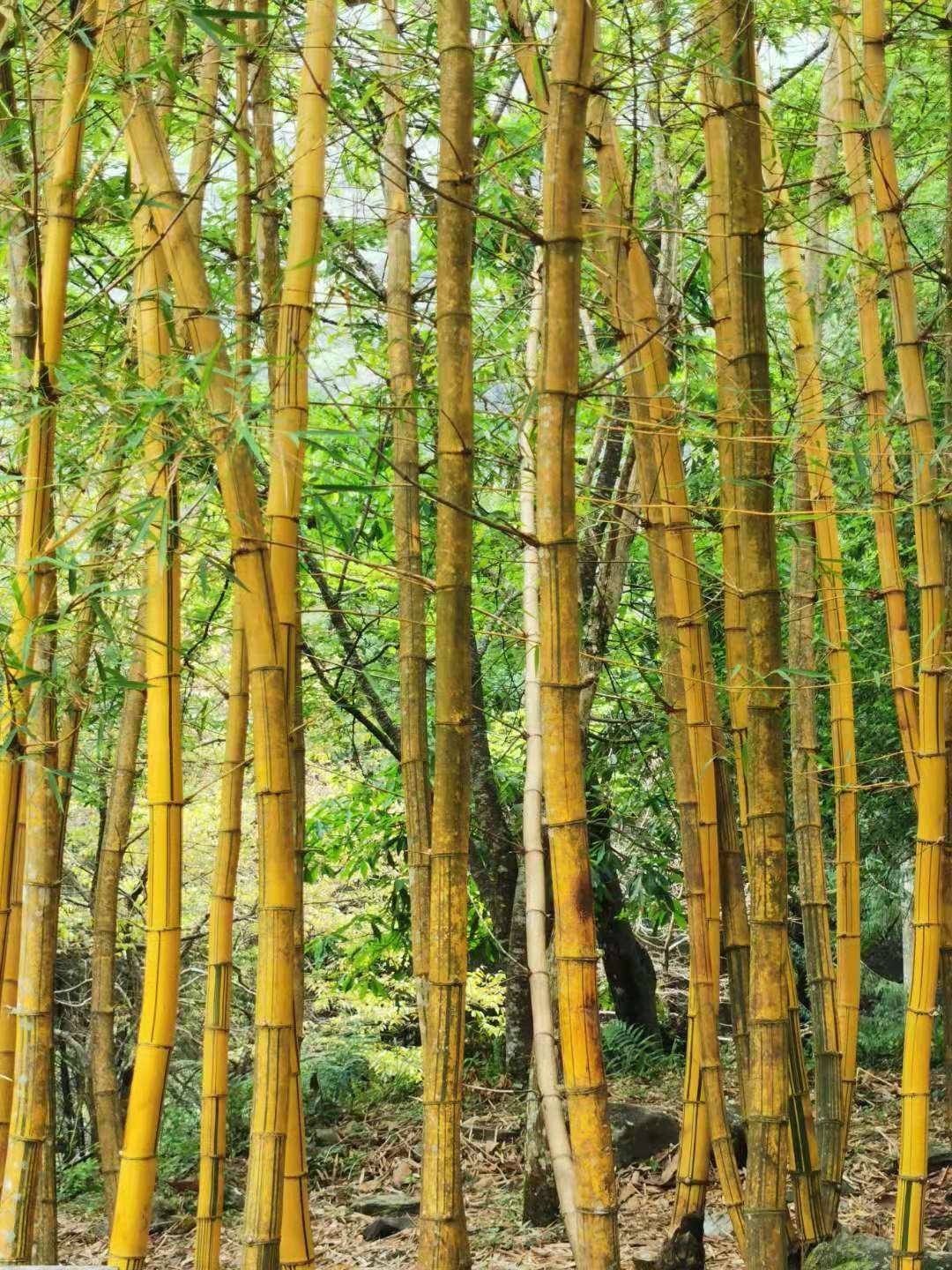
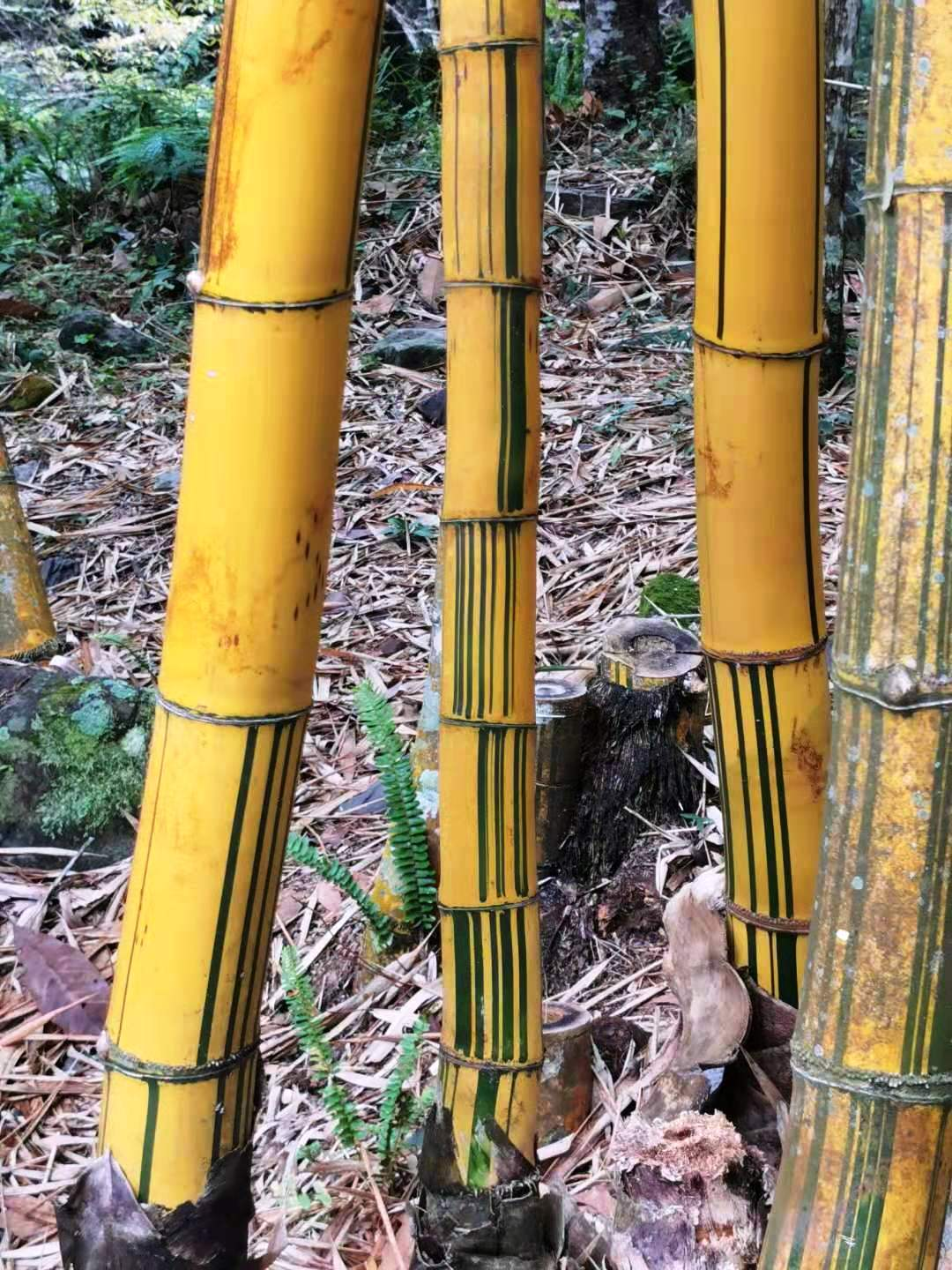